# Engel des doods (Fred Carasso)
De Engel des doods is een artistiek kunstwerk in Amsterdam-Oost, Watergraafsmeer.
Beeldhouwer Fred Carasso maakte zijn bronzen weergave van de Engel des doods, ook wel Geest van de dood genaamd, in 1955. Het werk is door de jaren heen vrij onzichtbaar geweest; het hing namelijk aan de achterzijde van de aula van de begraafplaats De Nieuwe Ooster. Toen die in 2014 een forse uitbreiding kreeg met nieuwbouw in de vorm van een crematorium, werd het beeld ook daarop geplaatst. Het beeld waakt daarbij over de stoffelijke resten die via de De laan naar de hemel naar hun laatste rustplaats worden gebracht. Bezoekers zien het vaak pas als zij van de begraafplaats afkomen.